# Sergiu Claudiu Muresan Muresan
Sergiu Claudiu Muresan Muresan (Baia Mare, Rumanía, 18 de mayo de 1991) es un árbitro de fútbol hispano‑rumano adscrito al CTA de la Comunidad Valenciana. Debutó en el fútbol profesional en la temporada 2024‑25 y desde entonces milita en la Segunda División.

## Trayectoria
Formado en el colegio valenciano, ascendió a Segunda División B en 2019, donde dirigió 20 encuentros en dos campañas (2019–21). Posteriormente arbitró en Primera Federación durante tres temporadas (2021–24), con 36 partidos. En 2024 logró el ascenso al fútbol profesional debutando en Segunda División, donde en su primer curso (2024–25) dirigió 21 encuentros, con 97 tarjetas amarillas y 8 rojas.
Reside en Elche y ejerce como abogado especializado en fiscalidad.
En agosto de 2025 fue designado para el Real Valladolid–AD Ceuta FC de la jornada inaugural de la 2025‑26, con Iván Caparrós en el VAR.

## Temporadas
| Categoría          | País   | Años          | Partidos |
| ------------------ | ------ | ------------- | -------- |
| Segunda División B | España | 2019–2021     | 20       |
| Primera Federación | España | 2021–2024     | 36       |
| Segunda División   | España | 2024–2025     | 21       |
| Segunda División   | España | 2025–presente | —        |

Datos por categoría según BDFutbol (actualizado a 17/08/2025).